# Reprezentacja Polski w Letnim Pucharze Kontynentalnym w skokach narciarskich 2012

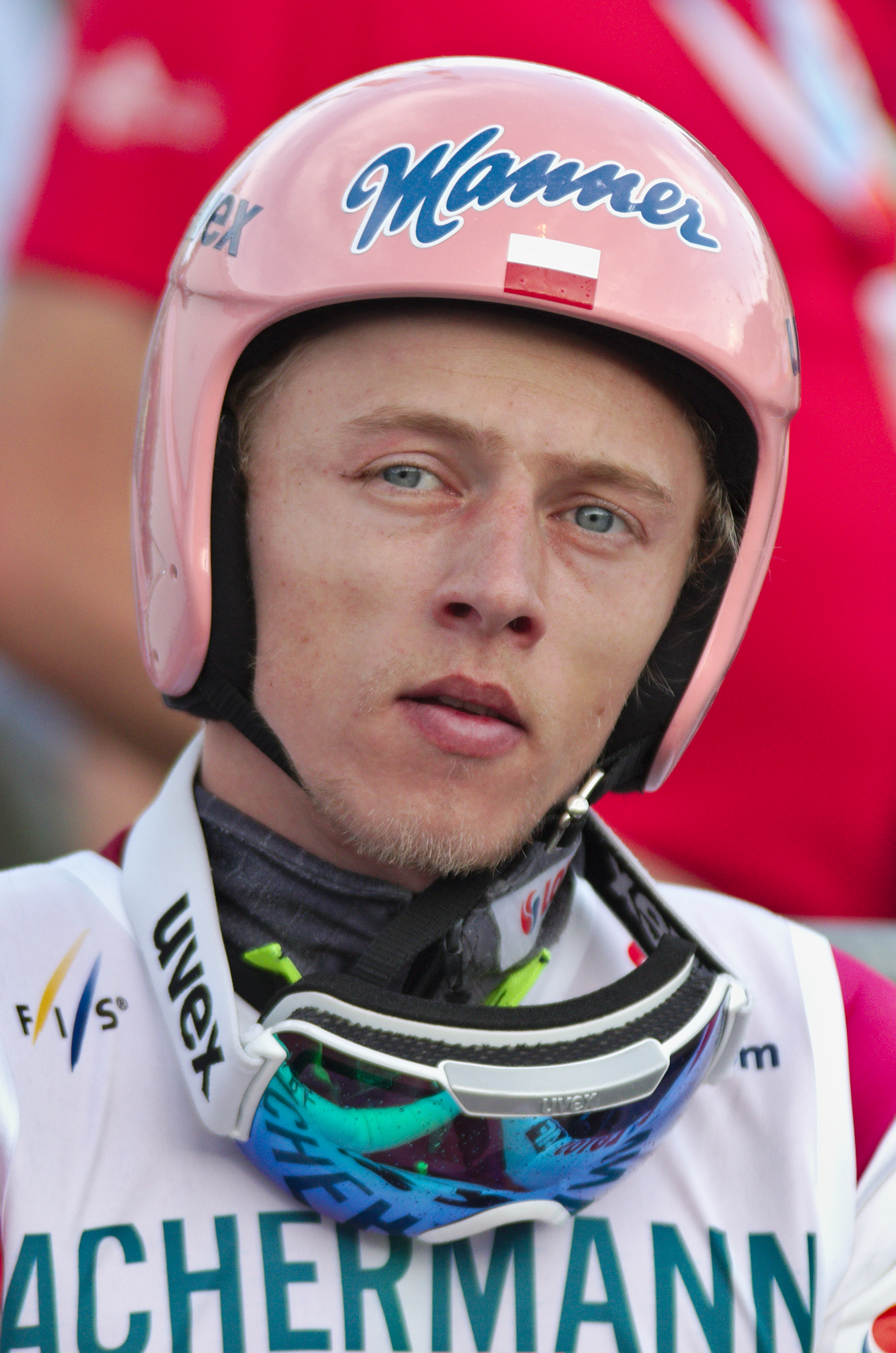
Dawid Kubacki – najlepszy z Polaków w Letnim Pucharze Kontynentalnym 2012 mimo startów tylko w sześciu konkursach

Reprezentacja Polski w Letnim Pucharze Kontynentalnym w skokach narciarskich 2012 zdobyła łącznie 1058 pkt, a najwyżej sklasyfikowanym indywidualnie zawodnikiem był Dawid Kubacki, który zajął ósme miejsce w łącznej tabeli i trzykrotnie stał na podium.

## Przebieg sezonu
Sezon Letniego Pucharu Kontynentalnego 2012 rozpoczęły na przełomie czerwca i lipca dwa konkursy w austriackim Stams. W inauguracyjnym konkursie drugie miejsce zajął Dawid Kubacki, który był sklasyfikowany na ósmym miejscu po pierwszej serii. Oddał skoki na 103,5 m i 110 m, stracił 1,3 pkt do zwycięzcy, Boyda-Clowesa. Punktowali również Jan Ziobro (20. pozycja, 100,5 m i 95,5 m) oraz Marcin Bachleda (24. pozycja, 94 m i 97,5 m). Poza punktowaną trzydziestką znaleźli się pozostali Polacy biorący udział w konkursie: Bartłomiej Kłusek, Grzegorz i Krzysztof Miętusowie i Krzysztof Biegun. Z kolei Klemens Murańka został zdyskwalifikowany, więc jego podparty skok na 85 m nie został uznany w klasyfikacji.
Następnego dnia Kubacki ponownie stanął na podium, tym razem na jego najniższym stopniu. Po pierwszej serii zajmował 11. miejsce ze skokiem na 106 m, jednak w drugiej skoczył na odległość 113 m, co było najdalszą próbą w całych zawodach. Tym samym objął prowadzenie w klasyfikacji generalnej. Bachleda skończył konkurs na 17. pozycji, po skokach na 104,5 m i 104 m, a Biegun na 28. (skoki na 102,5 m i 96,5 m). Grzegorz Miętus, Kłusek i Murańka nie awansowali do drugiej serii, natomiast Ziobro i Krzysztof Miętus zostali zdyskwalifikowani za nieprawidłowy kombinezon.
W generalnej klasyfikacji poza liderującym Kubackim z dorobkiem 140 punktów, na 24. miejscu plasował się Bachleda, cztery pozycje niżej Ziobro, a 38. był Biegun. Polska znajdowała się na trzecim miejscu w rankingu drużynowym.
Podczas pierwszego konkursu w Kranju, 7 lipca, najwyżej sklasyfikowany z Polaków był Kłusek. Skoki na 107 m i 106 m pozwoliły mu na zajęcie 5. pozycji w konkursie. Na 12. lokacie, skacząc na 107,5 m i 102 m uplasował się Biegun, co było jego dotychczasowym najlepszym rezultatem w Pucharze Kontynentalnym. Punkty zdobyli również: Bachleda (18. miejsce, 105,5 m i 99,5 m), Kubacki (23. miejsce, 103 m i 98,5 m) i Zniszczoł (27. miejsce, 102,5 m i 97,5 m). Dla Dawida Kubackiego stosunkowo niska pozycja w konkursie oznaczała utratę pozycji lidera klasyfikacji generalnej Pucharu. Krzysztof Miętus oraz pierwszy raz występujący poza krajem w zawodach tej rangi Szymon Szostok znaleźli się poza pierwszą trzydziestką, natomiast Ziobro został zdyskwalifikowany za nieprawidłowy kombinezon.
W drugim konkursie w słoweńskiej miejscowości najwyższą spośród Polaków pozycję – piętnastą – po skokach na 107 m i 96 m zajął Kłusek. Oprócz niego punktował tylko Zniszczoł (był 26., skacząc w obu seriach na 98,5 m). Pozostali: Krzysztof Miętus, Biegun, Bachleda, Ziobro i Szostok nie awansowali do finałowej rundy, a Kubacki został zdyskwalifikowany ze względu na nieprawidłowy kombinezon.
W porównaniu do stanu po zakończeniu rundy w Stams, w generalnej klasyfikacji Kubacki spadł z pierwszej na piątą pozycję, Bachleda z 24. na 25., a Ziobro z 28. na 45., natomiast Biegun awansował z 38. na 35. W tabeli pojawiły się również dwa nowe polskie nazwiska: Kłusek (18. pozycja) i Zniszczoł (48. pozycja). Polska reprezentacja spadła w rankingu drużynowym z trzeciego na piąte miejsce.
14 i 15 lipca rozegrano zawody pucharu w Krasnej Polanie na skoczniach, na których w 2014 roku rozegrano konkursy zimowych igrzysk olimpijskich. W pierwszym konkursie punktowało czterech Polaków. Wśród nich najwyżej, na ósmej lokacie uplasował się Kubacki, skacząc 134 m i 126 m; osiemnasty był, po skokach na 127 m i 128 m Grzegorz Miętus, dla którego były to pierwsze punkty tamtego lata, a także Kłusek (20. miejsce, 124 m i 127,5 m) oraz Ziobro (29., 127 m i 119 m). Po raz pierwszy w tamtym sezonie wystartował Andrzej Zapotoczny, który był trzydziesty szósty. Oprócz niego do drugiej rundy nie awansowali także Murańka, Biegun i zdyskwalifikowany Zniszczoł.
Drugiego dnia Kubacki stanął na podium po raz trzeci w tamtej edycji, pierwotnie kończąc zawody na piątej pozycji (126 m i 130,5 m), jednak dzięki dyskwalifikacji Wasiljewa i Hrgoty uplasował się na trzecim miejscu. W trzeciej dziesiątce sklasyfikowano Zniszczoła (22. pozycja, 122,5 m i 131 m), Kłuska (25., 112,5 m i 117,5 m) oraz Grzegorza Miętusa (27., 125 m i 107 m). Tymczasem Ziobro, Biegun i Murańka znaleźli się poza punktowaną trzydziestką, a Zapotoczny został wykluczony.
W klasyfikacji generalnej, w porównaniu do sytuacji po konkursach w Kranju, Kubacki został sklasyfikowany o jedną pozycję wyżej – był czwarty z dorobkiem 240 punktów. Awansował także Kłusek, z 18. na 16. miejsce. Zniszczoł utrzymał 48. pozycję, a Grzegorz Miętus po zdobyciu pierwszych punktów był 51. Pozostali reprezentanci Polski spadli w tabeli: Bachleda z 25. na 36. lokatę, Biegun z 35. na 43., zaś Ziobro z 45. na 53. W tabeli drużynowej Polska była szósta (wcześniej klasyfikowano ją na 5. miejscu).
Był to ostatni występ Kubackiego w tej edycji Letniego Pucharu Kontynentalnego. Polak nie powiększył już swojego dorobku punktowego, dołączając do reprezentacji Polski w Letnim Grand Prix. Udało mu się tam stanąć na trzecim stopniu podium w Hakubie i uzyskać ósmą lokatę w klasyfikacji generalnej.
11 sierpnia w pierwszym konkursie w Kuopio tylko jeden Polak – Szymon Szostok – nie zdobył punktów, kończąc te zawody na 42. miejscu. Grzegorz Miętus, po skokach na 115,5 m w pierwszej i o dwa metry dalej w drugiej zajął ósme miejsce. Startujący pierwszy raz tamtego lata Stefan Hula był dwunasty (116 m, 114,5 m), na kolejnej pozycji uplasował się Biegun (114,5 m i 116 m). Ziobro zajął 19. miejsce (109 m i 115 m), Zniszczoł 22. (110,5 m i 112 m), a Zapotoczny 23. (110 m i 111 m). Dla tego ostatniego były to pierwsze punkty tamtego lata. W drugim konkursie najlepiej z polskich skoczków skakał Biegun, który po oddaniu prób na 120 m i 116 m uplasował się na ósmej lokacie. Trzy miejsca niżej sklasyfikowano Grzegorza Miętusa (117,5 m i 114 m), dwunasty był Zniszczoł (119,5 m i 112 m), a dziewiętnasty Hula (118,5 m i 106 m). Zapotoczny po pierwszej serii plasował się na siódmej pozycji (122 m), ale w drugiej wylądował na 106. metrze i spadł na 24. miejsce w ostatecznej klasyfikacji. Punktów nie zdobyli Ziobro i Szostok.
Kubacki, mimo iż nie wystartował w Kuopio ze względu na rozpoczęcie startów w Letniej Grand Prix, utrzymał swoją pozycję w klasyfikacji generalnej, ponieważ poprzedzający go bezpośrednio konkurenci również nie zdobyli punktów w Finlandii. Swoje pozycje poprawili: Biegun (awansował z 43. na 25. miejsce), Zniszczoł (z 48. na 41.) i Grzegorz Miętus (z 51. na 27.). Pierwsze „oczka” w tej edycji LPK zdobyli: Andrzej Zapotoczny (klasyfikowany na 66. pozycji) i Stefan Hula (48.). Tymczasem Kłusek spadł z 16. na 24. miejsce, Bachleda z 36. na 48. (ex aequo z Hulą), a Ziobro z 53. na 56.
Podczas pierwszego konkursu w Lillehammer, 8 września, zapunktowało tylko dwóch Polaków – Łukasz Rutkowski, dla którego był to pierwszy występ w sezonie zajął 20. miejsce, po skokach na 118,5 m i 120,5 m, natomiast Zniszczoł był 28., skacząc na 113,5 m i 119 m. Pozostali Polacy zostali sklasyfikowani na następujących pozycjach: Ziobro na 34., Krzysztof Miętus na 38., Grzegorz Miętus na 47., Biegun na 55. i Zapotoczny na 58..
Następnego dnia punkty zdobyło trzech reprezentantów Polski – Grzegorz Miętus był 20., skacząc na 127,5 m i 126 m, Łukasz Rutkowski 26. po dwóch skokach na 126 m, natomiast Zniszczoł zajął ostatnią punktowaną, 30. lokatę, oddając skoki na 126 m i 123 m. Czterech pozostałych Polaków uplasowało się poza pierwszą trzydziestką: Ziobro był 37., Krzysztof Miętus 43., Biegun 45., a Zapotoczny 46.
W klasyfikacji generalnej najlepszy z Polaków, Dawid Kubacki, spadł z czwartego na siódme miejsce. Na 27. miejscu utrzymał się Grzegorz Miętus i był to drugi Polak w tabeli. Wyprzedzający go przedtem Kłusek i Biegun z pozycji 24. i 25. spadli na, kolejno: 30. i 31. Spadek zanotował również Zniszczoł (z 41. na 43. miejsce), Bachleda wraz z Hulą (obaj z 48. na 54.), Ziobro (z 56. na 63.) i Zapotoczny (z 66. na 72.). Na 73. lokacie w klasyfikacji pojawił się, po zdobyciu pierwszych punktów, Łukasz Rutkowski.
15 września, podczas pierwszego konkursu w Czajkowskim najwyżej uplasowanym Polakiem był Biegun, który po skokach na 112,5 m i 121 m zajął dziesiąte miejsce. Dwa miejsca dalej sklasyfikowano Jana Ziobrę (z próbami na odległość 114,5 m i 117,5 m). Krzysztof Miętus był siedemnasty, po skokach na 113 m i 111,5 m. Zniszczoł zajął 23. miejsce (107,5 m i 113 m), a Rutkowski 25. (113 m i 105,5 m). W czwartej dziesiątce uplasowali się Zapotoczny i G. Miętus.
Dzień później najlepszy spośród polskich zawodników rezultat osiągnął Ziobro, który po skokach na 126,5 m i 132,5 m uzyskał łączną notę 241,2 pkt i zajął piąte miejsce. Na jedenastym uplasował się Zniszczoł, po skokach na 127 m i 122,5 m, na piętnastym Biegun (122 m i 123,5 m, ex aequo z Primožem Piklem), a na siedemnastym Grzegorz Miętus (124 m i 122 m). Dwóch kolejnych Polaków sklasyfikowano w trzeciej dziesiątce: 24. był Krzysztof Miętus (118 m i 118,5 m), zaś 26. Zapotoczny (116 m i 121 m). Jedynym Polakiem, który nie zapunktował, był Rutkowski – po skoku na 113,5 m zajął 32. miejsce.
Po zawodach w Czajkowskim, Kubacki utrzymał siódmą lokatę w klasyfikacji generalnej.
Do pierwszej trzydziestki powrócili Biegun (na 23. miejsce) i Ziobro (26.). Utrzymał się w niej także Grzegorz Miętus, który awansował z 27. na 25. miejsce. Ponadto pozycję poprawił także Zniszczoł (z 43. na 33. miejsce), Zapotoczny (z 72. na 71.) i Rutkowski (z 73. na 71.). Po zdobyciu pierwszych tego lata punktów Krzysztof Miętus plasował się na 71. miejscu, ex aequo z Zapotocznym i Rutkowskim. Natomiast Bachleda i Hula wspólnie spadli z 54. na 61. miejsce.
Ostatnia runda LPK odbyła się w Klingenthal. W pierwszym konkursie, który odbył się 22 września, najlepszym Polakiem był ponownie Ziobro – po dwóch skokach na 123,5 m, podobnie jak przed tygodniem uplasował się na piątym miejscu, tym razem ex aequo z Ole Mariusem Ingvaldsenem. Dwunasty był Zniszczoł (skoczył na 124,5 m i 120 m), dwie pozycje niżej sklasyfikowano Grzegorza Miętusa (117 m i 124,5 m), zaś 24. był Zapotoczny (115,5 m i 120,5 m). Punktów nie zdobyli: Biegun, który był 37. oraz Krzysztof Miętus i Łukasz Rutkowski (obaj uplasowali się w szóstej dziesiątce).
Również w odbywającym się następnego dnia, finałowym konkursie cyklu, najlepszy z reprezentantów Polski zajął piąte miejsce. Tym razem był to jednak Grzegorz Miętus, który oddał skok na 134 m w serii pierwszej i o pół metra dłuższy w drugiej. Na kolejno, dziewiątym i dziesiątym miejscu sklasyfikowano Zniszczoła (135 m i 128,5 m) i Bieguna (133 m i 130 m). Szesnasty był Zapotoczny (131 m i 127 m), dwudziesty trzeci Ziobro (129 m i 125,5 m), a dwudziestą ósmą pozycję zajął Krzysztof Miętus (129 m i 120 m). Nie zapunktował tylko Łukasz Rutkowski (35. pozycja).

## Miejsca na podium
| Lp. | Data            | Miejscowość     | Skocznia           | Punkt K | HS     | Zawodnik      | Skok 1  | Skok 2  | Nota      | Lok. | Strata   | Zwycięzca             | Źródło |
| --- | --------------- | --------------- | ------------------ | ------- | ------ | ------------- | ------- | ------- | --------- | ---- | -------- | --------------------- | ------ |
| 1.  | 30 czerwca 2012 | Stams           | Brunnentalschanzen | K-105   | HS 115 | Dawid Kubacki | 103,5 m | 110,0 m | 233,3 pkt | 2.   | 1,3 pkt  | Mackenzie Boyd-Clowes | [ 2 ]  |
| 2.  | 1 lipca 2012    | Stams           | Brunnentalschanzen | K-105   | HS 115 | Dawid Kubacki | 106,0 m | 113,0 m | 241,2 pkt | 3.   | 9,0 pkt  | Lukas Müller          | [ 2 ]  |
| 3.  | 15 lipca 2012   | Krasnaja Polana | Russkije Gorki     | K-125   | HS 140 | Dawid Kubacki | 126,0 m | 130,5 m | 224,0 pkt | 3.   | 11,7 pkt | Anders Jacobsen       | [ 11 ] |

## Miejsca w klasyfikacji generalnej
Źródło: skijumping.pl
| Miejsce | Zawodnik             | Występy | Punkty |
| ------- | -------------------- | ------- | ------ |
| 8.      | Dawid Kubacki        | 6       | 240    |
| 17.     | Grzegorz Miętus      | 12      | 161    |
| 21.     | Krzysztof Biegun     | 14      | 145    |
| 21.     | Jan Ziobro           | 14      | 145    |
| 25.     | Aleksander Zniszczoł | 12.     | 136    |
| 41.     | Bartłomiej Kłusek    | 6       | 78     |
| 63.     | Andrzej Zapotoczny   | 10      | 42     |
| 66.     | Marcin Bachleda      | 4       | 34     |
| 66.     | Stefan Hula          | 4       | 34     |
| 77.     | Krzysztof Miętus     | 10      | 23     |
| 80.     | Łukasz Rutkowski     | 6       | 20     |

## Wyniki konkursów indywidualnych
| Dawid Kubacki |       |       |       |                 |                 |        |        |             |             |            |            |             |             |        |
| Stams | Stams | Kranj | Kranj | Krasnaja Polana | Krasnaja Polana | Kuopio | Kuopio | Lillehammer | Lillehammer | Czajkowski | Czajkowski | Klingenthal | Klingenthal | punkty |
| 2 | 3     | 23    | dq    | 8               | 3               | -      | -      | -           | -           | -          | -          | -           | -           | 240    |
| Grzegorz Miętus                                                                                                   |       |       |       |                 |                 |        |        |             |             |            |            |             |             |        |
| Stams | Stams | Kranj | Kranj | Krasnaja Polana | Krasnaja Polana | Kuopio | Kuopio | Lillehammer | Lillehammer | Czajkowski | Czajkowski | Klingenthal | Klingenthal | punkty |
| 32 | 51    | -     | -     | 18              | 27              | 8      | 11     | 47          | 20          | 38         | 17         | 14          | 5           | 161    |
| Krzysztof Biegun                                                                                                  |       |       |       |                 |                 |        |        |             |             |            |            |             |             |        |
| Stams | Stams | Kranj | Kranj | Krasnaja Polana | Krasnaja Polana | Kuopio | Kuopio | Lillehammer | Lillehammer | Czajkowski | Czajkowski | Klingenthal | Klingenthal | punkty |
| 44 | 28    | 12    | 37    | 38              | 40              | 13     | 8      | 55          | 45          | 10         | 15         | 37          | 10          | 145    |
| Jan Ziobro |       |       |       |                 |                 |        |        |             |             |            |            |             |             |        |
| Stams | Stams | Kranj | Kranj | Krasnaja Polana | Krasnaja Polana | Kuopio | Kuopio | Lillehammer | Lillehammer | Czajkowski | Czajkowski | Klingenthal | Klingenthal | punkty |
| 20 | dq    | dq    | 57    | 29              | 35              | 19     | 35     | 34          | 37          | 12         | 5          | 5           | 23          | 145    |
| Aleksander Zniszczoł                                                                                              |       |       |       |                 |                 |        |        |             |             |            |            |             |             |        |
| Stams | Stams | Kranj | Kranj | Krasnaja Polana | Krasnaja Polana | Kuopio | Kuopio | Lillehammer | Lillehammer | Czajkowski | Czajkowski | Klingenthal | Klingenthal | punkty |
| - | -     | 27    | 26    | dq              | 22              | 22     | 12     | 28          | 30          | 23         | 11         | 12          | 9           | 136    |
| Bartłomiej Kłusek                                                                                                 |       |       |       |                 |                 |        |        |             |             |            |            |             |             |        |
| Stams | Stams | Kranj | Kranj | Krasnaja Polana | Krasnaja Polana | Kuopio | Kuopio | Lillehammer | Lillehammer | Czajkowski | Czajkowski | Klingenthal | Klingenthal | punkty |
| 31 | 54    | 5     | 15    | 20              | 25              | -      | -      | -           | -           | -          | -          | -           | -           | 78     |
| Andrzej Zapotoczny                                                                                                |       |       |       |                 |                 |        |        |             |             |            |            |             |             |        |
| Stams | Stams | Kranj | Kranj | Krasnaja Polana | Krasnaja Polana | Kuopio | Kuopio | Lillehammer | Lillehammer | Czajkowski | Czajkowski | Klingenthal | Klingenthal | punkty |
| - | -     | -     | -     | 36              | dq              | 23     | 24     | 58          | 46          | 35         | 26         | 24          | 16          | 42     |
| Marcin Bachleda                                                                                                   |       |       |       |                 |                 |        |        |             |             |            |            |             |             |        |
| Stams | Stams | Kranj | Kranj | Krasnaja Polana | Krasnaja Polana | Kuopio | Kuopio | Lillehammer | Lillehammer | Czajkowski | Czajkowski | Klingenthal | Klingenthal | punkty |
| 24 | 17    | 18    | 40    | -               | -               | -      | -      | -           | -           | -          | -          | -           | -           | 34     |
| Stefan Hula |       |       |       |                 |                 |        |        |             |             |            |            |             |             |        |
| Stams | Stams | Kranj | Kranj | Krasnaja Polana | Krasnaja Polana | Kuopio | Kuopio | Lillehammer | Lillehammer | Czajkowski | Czajkowski | Klingenthal | Klingenthal | punkty |
| - | -     | -     | -     | -               | -               | 12     | 19     | -           | -           | -          | -          | -           | -           | 34     |
| Krzysztof Miętus                                                                                                  |       |       |       |                 |                 |        |        |             |             |            |            |             |             |        |
| Stams | Stams | Kranj | Kranj | Krasnaja Polana | Krasnaja Polana | Kuopio | Kuopio | Lillehammer | Lillehammer | Czajkowski | Czajkowski | Klingenthal | Klingenthal | punkty |
| 59 | dq    | 42    | 33    | -               | -               | -      | -      | 38          | 43          | 18         | 24         | 53          | 28          | 23     |
| Łukasz Rutkowski                                                                                                  |       |       |       |                 |                 |        |        |             |             |            |            |             |             |        |
| Stams | Stams | Kranj | Kranj | Krasnaja Polana | Krasnaja Polana | Kuopio | Kuopio | Lillehammer | Lillehammer | Czajkowski | Czajkowski | Klingenthal | Klingenthal | punkty |
| - | -     | -     | -     | -               | -               | -      | -      | 22          | 26          | 25         | 32         | 56          | 35          | 20     |
| Klemens Murańka                                                                                                   |       |       |       |                 |                 |        |        |             |             |            |            |             |             |        |
| Stams | Stams | Kranj | Kranj | Krasnaja Polana | Krasnaja Polana | Kuopio | Kuopio | Lillehammer | Lillehammer | Czajkowski | Czajkowski | Klingenthal | Klingenthal | punkty |
| dq | 67    | -     | -     | 34              | 41              | -      | -      | -           | -           | -          | -          | -           | -           | 0      |
| Szymon Szostok |       |       |       |                 |                 |        |        |             |             |            |            |             |             |        |
| Stams | Stams | Kranj | Kranj | Krasnaja Polana | Krasnaja Polana | Kuopio | Kuopio | Lillehammer | Lillehammer | Czajkowski | Czajkowski | Klingenthal | Klingenthal | punkty |
| - | -     | 55    | 64    | -               | -               | 42     | 50     | -           | -           | -          | -          | -           | -           | 0      |
| 1 2 3 4-10 11-30 poniżej 30 dq – dyskwalifikacja q – zawodnik nie zakwalifikował się - – zawodnik nie wystartował |       |       |       |                 |                 |        |        |             |             |            |            |             |             |        |